# Erich E. Kunhardt
Erich E. Kunhardt fue profesor de física aplicada y consejero del rector en el Instituto Politécnico de la Universidad de Nueva York. Nació en Montecristi, República Dominicana el 31 de mayo de 1949, mudándose a los Estados Unidos de América en el 1956
.
Kunhardt tenía un doctorado (Ph.D.) en Electro-física de la Universidad Politécnica y títulos de maestría y de licenciatura de la Universidad de Nueva York. En 1992, recibió un doctorado honorario del Instituto de Electro-física de la Academia Rusa de las Ciencias. También recibió numerosos premios, como el premio Tomás Edison en la categoría de patentes, y el premio a la excelencia en investigación científica de la Fundación Halliburton. En octubre del 2006, Kunhardt fue nombrado preboste (o vicerrector académico) de la Universidad Politécnica, a donde llegó procedente del Instituto de Tecnología Stevens, donde era decano de la Escuela Arthur E. Imperatore de Ciencias y Artes, y "Profesor en honor a George Meade Bond" de física. Había trabajado en el Stevens desde 1992, y desarrollado su laboratorio de física del plasma.
Mantuvo la posición de preboste de la Politécnica hasta marzo de 2009, cuando retornó a las labores de investigación y enseñanza a tiempo completo, y asumió el papel de consejero del rector sobre la invención, la innovación y la capacidad emprendedora.
En el Stevens, Kunhardt introdujo el concepto de la tecnogénesis, que consiste de integrar equipos de profesores, estudiantes e industriales para desarrollar y comercializar nuevas tecnologías. Kunhardt trabajó en numerosos proyectos de investigación y desarrollo relacionados con la física de partículas y la física del plasma.
En 1999, Kunhardt impulsó la creación de la corporación PlasmaSol, sobre las bases de la tecnología plasma de descarga capilar de la presión atmosférica, tecnología que el mismo había co-desarrollado, junto al Dr. Kurt Becker, en el Stevens. Por esta tecnología, en el 2001 fue finalista para un premio a la innovación en la categoría del medio ambiente dado por la revista Discover. La Corporación Stryker compró a PlasmaSol por 17,5 millones de dólares estadounidenses, el 30 de diciembre de 2005
.
El 9 de junio de 2009, se celebró un simposio en honor a Erich Kunhardt.
Kunhardt se unió por vez primera al cuerpo docente de la Universidad Politécnica en el 1984, como profesor de electro-física y física y director del Weber Research Institute. Inmediatamente antes, había sido profesor de ingeniería eléctrica y física en la universidad Texas Tech, donde una vez recibió el premio a la enseñanza sobresaliente (Outstanding Faculty Teaching Award).
Kunhardt murió en Nueva York el 5 de agosto de 2014 mientras era profesor en el Departamento de Física Aplicada de la Escuela de Ingenierías del Politécnico de NYU.
1. ↑  «Erich E. Kunhardt (Consejos Consultivos de la Presidencia para los Dominicanos en el Exterior (Condex))». Archivado desde el original el 13 de agosto de 2011. Consultado el 14 de junio de 2011.
2. 1 2 3  «Erich E. Kunhardt, Poly Alumnus and Former Faculty Member, Appointed as Provost» (en inglés). 10 de octubre de 2006. Consultado el 14 de junio de 2011.
3. ↑  «President's Announcement: Dianne Rekow Named New Provost; Erich Kunhardt to resume full-time research and faculty role and serve as i²e advisor to the President and Provost» (en inglés). 11 de marzo de 2009. Consultado el 14 de junio de 2011.
4. ↑  «PlasmaSol, Stevens spin-out, acquired for $17.5 million» (en inglés). 3 de enero de 2006. Archivado desde el original el 9 de octubre de 2012. Consultado el 14 de junio de 2011.
5. ↑  «Symposium in Honor of Erich Kunhardt» (en inglés). 9 de junio de 2009. Consultado el 14 de junio de 2011.